# ترفند درمان
ترفند درمان یا ترفند تحقیق درمان (به انگلیسی: Trick 'r Treat) فیلمی محصول سال ۲۰۰۷ و به کارگردانی مایکل دووگرتی است. در این فیلم بازیگرانی همچون دیلن بیکر، راشل آیتس، آنا پاکوین، برایان کاکس، لورن لی اسمیت، بریت مک‌کیلیپ، لسلی بیب، تاهموه پنیکت، برت کلی، سی.ارنست هارث، کریستین ویلیس، ریچارد هارمون و لارا منل ایفای نقش کرده‌اند.